# Buret (district)
Buret is een Keniaans district in provincie Bonde la Ufa. Het district telt 316.882 inwoners (1999) en heeft een bevolkingsdichtheid van 332 inw/km². Ongeveer 4,9% van de bevolking leeft onder de armoedegrens en ongeveer 50,0% van de huishoudens heeft beschikking over elektriciteit.
Hoofdplaats is Litein.

## Divisies
Het district wordt opgedeeld in councils en divisies. Er zijn twee kiesdivisies, namelijk Konoin en Bureti.
| Divisie | Inwoners | Hoofdstad |
| ------- | -------- | --------- |
| Buret   | 81.001   | Litein    |
| Kimulot | 69.168   |           |
| Konoin  | 61.890   |           |
| Roret   | 44.971   |           |
| Sotik   | 59.852   | Sotik     |
| Totaal  | 316.882  | -         |